# Kutich
Kutich (ros. Кутих) – wieś w Rosji, w Dagestanie, w rejonie czarodyńskim. W 2010 liczyła 227 mieszkańców.